# Lista de jogos mais vendidos para Game Boy
O jogo eletrônico mais vendido de todos os tempos no Game Boy e Game Boy Color é o Tetris. Lançado pela primeira vez no Japão em 14 de junho de 1989, Tetris foi frequentemente lançado como um pacote para o Game Boy original e vendeu mais de 35 milhões de unidades em todo o mundo. Os segundos jogos para Game Boy mais vendidos são Pokémon Red, Green e Blue, que venderam mais de 31 milhões de unidades combinadas, seguidos pelos jogos de Game Boy Color mais vendidos, Pokémon Gold e Silver, que venderam mais de 23 milhões de unidades no total. O top 5 é completado pelo primeiro título da série Super Mario para a plataforma, Super Mario Land, que vendeu mais de 18 milhões de unidades mundialmente e Pokémon Yellow, o qual vendeu mais de 14 milhões de unidades no total.
Um total de 53 jogos para Game Boy e Game Boy Color venderam um milhão de unidades ou mais. Desses, 19 títulos foram desenvolvidos por divisões internas da Nintendo. Além disso, os desenvolvedores com os títulos mais vendidos são a Game Freak, Rare e Tose, com cinco jogos cada entre os 53 primeiros. A Nintendo publicou 44 desses 53 jogos. Outros editores com vários títulos que venderam milhões incluem a Konami (três jogos), Bandai e Enix (dois jogos cada). As franquias mais populares do Game Boy são Pokémon (84,54 milhões de unidades combinadas), Tetris (38,12 milhões de unidades combinadas), Super Mario (34,39 milhões de unidades combinadas), Donkey Kong (12,55 milhões de unidades combinadas) e Kirby (10,91 milhões de unidades combinadas).

## Lista
| Pos. | Título                                                  | Vendas     | Desenvolvedora(s)                 | Publicadora(s) | Plataforma | Lançamento              | Ref.   |
| ---- | ------------------------------------------------------- | ---------- | --------------------------------- | -------------- | ---------- | ----------------------- | ------ |
| 1    | Tetris                                                  | 35.000.000 | Nintendo R&D1                     | Nintendo       | GB         | 14 de junho de 1989     | [ 1 ]  |
| 2    | Pokémon Red, Green e Blue                               | 31.380.000 | Game Freak                        | Nintendo       | GB         | 27 de fevereiro de 1996 | [ 2 ]  |
| 3    | Pokémon Gold e Silver                                   | 23.100.000 | Game Freak                        | Nintendo       | GBC        | 21 de novembro de 1999  | [ 3 ]  |
| 4    | Super Mario Land                                        | 18.140.000 | Nintendo R&D1                     | Nintendo       | GB         | 21 de abril de 1989     | [ 4 ]  |
| 5    | Pokémon Yellow                                          | 14.640.000 | Game Freak                        | Nintendo       | GB         | 12 de setembro de 1998  | [ 3 ]  |
| 6    | Super Mario Land 2: 6 Golden Coins                      | 11.180.000 | Nintendo R&D1                     | Nintendo       | GB         | 21 de outubro de 1992   | [ 4 ]  |
| 7    | Pokémon Crystal                                         | 6.390.000  | Game Freak                        | Nintendo       | GBC        | 14 de dezembro de 2000  | [ 3 ]  |
| 8    | Dr. Mario                                               | 5.340.000  | Nintendo R&D1                     | Nintendo       | GB         | 27 de julho de 1990     | [ 5 ]  |
| 9    | Pokémon Pinball                                         | 5.310.000  | Jupiter                           | Nintendo       | GBC        | 14 de abril de 1999     | [ 6 ]  |
| 10   | Wario Land: Super Mario Land 3                          | 5.190.000  | Nintendo R&D1                     | Nintendo       | GB         | 21 de janeiro de 1994   | [ 6 ]  |
| 11   | Kirby's Dream Land                                      | 5.130.000  | HAL Laboratory                    | Nintendo       | GB         | 27 de abril de 1992     | [ 6 ]  |
| 12   | Super Mario Bros. Deluxe                                | 5.070.000  | Nintendo EAD                      | Nintendo       | GBC        | 1 de maio de 1999       | [ 6 ]  |
| 13   | The Legend of Zelda: Oracle of Seasons e Oracle of Ages | 3.960.000  | Flagship                          | Nintendo       | GBC        | 27 de fevereiro de 2001 | [ 7 ]  |
| 14   | Donkey Kong Land                                        | 3.910.000  | Rare                              | Nintendo       | GB         | 26 de junho de 1995     | [ 6 ]  |
| 15   | The Legend of Zelda: Link's Awakening                   | 3.830.000  | Nintendo EAD                      | Nintendo       | GB         | 6 de junho de 1993      | [ 7 ]  |
| 16   | Pokémon Trading Card Game                               | 3.720.000  | Creatures Inc. Hudson Soft        | Nintendo       | GBC        | 18 de dezembro de 1998  | [ 6 ]  |
| 17   | F-1 Race                                                | 3.410.000  | Nintendo R&D1                     | Nintendo       | GB         | 9 de novembro de 1990   | [ 6 ]  |
| 18   | Yoshi                                                   | 3.120.000  | Game Freak                        | Nintendo       | GB         | 14 de dezembro de 1991  | [ 6 ]  |
| 19   | Donkey Kong                                             | 3.070.000  | Nintendo EAD Pax Softnica         | Nintendo       | GB         | 14 de junho de 1994     | [ 6 ]  |
| 20   | Yu-Gi-Oh! Duel Monsters 4: Battle of Great Duelists     | 2.500.000  | Konami                            | Konami         | GBC        | 7 de dezembro de 2000   | [ 8 ]  |
| 21   | Kirby's Dream Land 2                                    | 2.360.000  | HAL Laboratory                    | Nintendo       | GB         | 21 de março de 1995     | [ 6 ]  |
| 22   | Dragon Warrior Monsters                                 | 2.350.000  | Tose                              | Enix           | GBC        | 25 de setembro de 1998  | [ 9 ]  |
| 23   | Donkey Kong Land 2                                      | 2.350.000  | Rare                              | Nintendo       | GB         | 23 de setembro de 1996  | [ 6 ]  |
| 24   | The Legend of Zelda: Link's Awakening DX                | 2.220.000  | Nintendo EAD                      | Nintendo       | GBC        | 12 de dezembro de 1998  | [ 7 ]  |
| 25   | Wario Land 3                                            | 2.200.000  | Nintendo R&D1                     | Nintendo       | GBC        | 21 de março de 2000     | [ 6 ]  |
| 26   | Kirby's Pinball Land                                    | 2.190.000  | HAL Laboratory                    | Nintendo       | GB         | 27 de novembro de 1993  | [ 6 ]  |
| 27   | Donkey Kong Country                                     | 2.190.000  | Rare                              | Nintendo       | GBC        | 4 de novembro de 2000   | [ 6 ]  |
| 28   | Golf                                                    | 2.120.000  | Nintendo                          | Nintendo       | GB         | 28 de novembro de 1989  | [ 6 ]  |
| 29   | Tennis                                                  | 1.990.000  | Nintendo R&D1                     | Nintendo       | GB         | 29 de maio de 1989      | [ 6 ]  |
| 30   | Alleyway                                                | 1.940.000  | Nintendo R&D1 Intelligent Systems | Nintendo       | GB         | 21 de abril de 1989     | [ 6 ]  |
| 31   | Tetris DX                                               | 1.880.000  | Nintendo R&D1                     | Nintendo       | GBC        | 21 de outubro de 1998   | [ 6 ]  |
| 32   | Metroid II: Return of Samus                             | 1.720.000  | Nintendo R&D1                     | Nintendo       | GB         | Novembro de 1991        | [ 6 ]  |
| 33   | Baseball                                                | 1.610.000  | Nintendo R&D1                     | Nintendo       | GB         | 21 de abril de 1989     | [ 6 ]  |
| 34   | Yu-Gi-Oh! Duel Monsters                                 | 1.600.000  | Konami                            | Konami         | GB         | 16 de dezembro de 1998  | [ 8 ]  |
| 35   | Dragon Warrior Monsters 2                               | 1.570.000  | Tose                              | Enix           | GBC        | 9 de março de 2001      | [ 9 ]  |
| 36   | Yoshi's Cookie                                          | 1.530.000  | Bullet-Proof Software             | Nintendo       | GB         | 21 de novembro de 1992  | [ 6 ]  |
| 37   | Wario Land II                                           | 1.480.000  | Nintendo R&D1                     | Nintendo       | GB         | 1 de março de 1998      | [ 6 ]  |
| 38   | Tamagotchi                                              | 1.450.000  | Bandai                            | Bandai         | GB         | 1997                    | [ 8 ]  |
| 39   | Game de Hakken!! Tamagotchi 2                           | 1.450.000  | Bandai                            | Bandai         | GB         | 1997                    | [ 8 ]  |
| 40   | Yu-Gi-Oh! Duel Monsters II: Dark Duel Stories           | 1.450.000  | Konami                            | Konami         | GBC        | 8 de julho de 1998      | [ 8 ]  |
| 41   | DuckTales                                               | 1.430.000  | Capcom                            | Capcom         | GB         | 21 de setembro de 1990  | [ 10 ] |
| 42   | The Final Fantasy Legend                                | 1.370.000  | Square                            | Square         | GB         | 15 de dezembro de 1989  | [ 9 ]  |
| 43   | Yakuman                                                 | 1.280.000  | Intelligent Systems               | Nintendo       | GB         | 21 de abril de 1989     | [ 6 ]  |
| 44   | Tetris 2                                                | 1.240.000  | Nintendo R&D1 Tose                | Nintendo       | GB         | Dezembro de 1993        | [ 6 ]  |
| 45   | Kirby Tilt 'n' Tumble                                   | 1.230.000  | Nintendo R&D2                     | Nintendo       | GBC        | 23 de agosto de 2000    | [ 6 ]  |
| 46   | Game & Watch Gallery 2                                  | 1.220.000  | Tose                              | Nintendo       | GB         | 27 de setembro de 1997  | [ 6 ]  |
| 47   | Game & Watch Gallery 3                                  | 1.220.000  | Tose                              | Nintendo       | GBC        | 8 de abril de 1999      | [ 6 ]  |
| 48   | Solar Striker                                           | 1.200.000  | Minakuchi Engineering             | Nintendo       | GB         | 26 de janeiro de 1990   | [ 6 ]  |
| 49   | Mario Tennis                                            | 1.180.000  | Camelot Software Planning         | Nintendo       | GBC        | 1 de novembro de 2000   | [ 6 ]  |
| 50   | Qix                                                     | 1.150.000  | Minakuchi Engineering             | Nintendo       | GB         | 13 de abril de 1990     | [ 6 ]  |
| 51   | Super R.C. Pro-Am                                       | 1.140.000  | Rare                              | Nintendo       | GB         | Junho de 1991           | [ 6 ]  |
| 52   | Donkey Kong Land III                                    | 1.030.000  | Rare                              | Nintendo       | GB         | 27 de outubro de 1997   | [ 6 ]  |
| 53   | Game & Watch Gallery                                    | 1.000.000  | Tose                              | Nintendo       | GB         | 1 de fevereiro de 1997  | [ 6 ]  |